# Южные славяне
Ю́жные славя́не — современная группа славянских народов, а также племён, говорящих на южнославянских языках и живущих преимущественно на Балканах.

## Юго-восточная группа
- болгары
- македонцы

## Юго-западная группа
- сербы
- хорваты
- боснийцы (босняки)
- черногорцы
- словенцы

Исторически, особенно во времена единой Югославии, существовала попытка к национальному объединению южных славян юго-западной подгруппы в единый супранациональный элемент — югославы.

### Славяне-мусульмане
В группе южных славян, испытавших сильное турецкое влияние в эпоху Османской империи, особо выделяются славяне-мусульмане.

### Историческая справка
Исторические племена, относящиеся к южным славянам:
- захумляне

## Страны
Страны, в которых превалирует южнославянское население:
- Болгария (84 % болгары)
- Сербия (82 % сербы, 2 % босняки, 2 % хорваты, 1 % черногорцы)
- Хорватия (90 % хорваты, 4 % сербы, 1,7 % босняки)
- Босния и Герцеговина (48 % босняки, 37 % сербы, 14 % хорваты)
- Северная Македония (65 % македонцы, 2 % сербы, 1 % босняки)
- Словения (83 % словенцы, 2 % сербы, 2 % хорваты 1 % босняки)
- Черногория (44,98 % черногорцы, 28,73 % сербы, 8,65 % босняки, 3,31 % славяне-мусульмане, 0,97 % хорваты, 0,34 % сербы-черногорцы, 0,19 % югославы, 0,15 % македонцы, 0,07 % босняки, 0,06 % словенцы, 0,04 % черногорцы-мусульмане, 0,03 % горанцы, 0,03 % черногорцы-мусульмане, 0,03 % босняки-мусульмане)

Страны, в которых южнославянский этнос превалирует в некоторых городах или поселениях:
- Италия: восточные районы провинции Фриули-Венеция-Джулия — словенцы[2] и хорваты[3]
- Австрия: южные районы Каринтии, Штирии, Бургенланда и столицы Вены — боснийцы, словенцы, сербы, хорваты[4]
- Греция: регион Западная Фракия — помаки, болгары[5]
- Турция: районы Румелии — болгары[6], помаки
- Албания: восточные приграничные районы — македонцы, болгары[7]